# Cyanea quercifolia
Cyanea quercifolia ist eine ausgestorbene, Pflanzenart aus der Gattung Cyanea in der Unterfamilie Lobeliengewächse (Lobelioideae) innerhalb der Familie der Glockenblumengewächse (Campanulaceae). Sie (englischer Trivialname: Oakleaf Cyanea) war auf der hawaiischen Insel Maui endemisch.

## Beschreibung

### Vegetative Merkmale
Cyanea quercifolia war ein kleiner Baum mit Wuchshöhen von ungefähr 5 Metern. Die Stämme dieser Art hatten kleine scharfe Ausbuchtungen und Stacheln. Die länglich eiförmigen Laubblätter waren 30 bis 50 Zentimeter lang.

### Generative Merkmale
Über die Blüten ist kaum etwas bekannt. Nach Hillebrands Beschreibung sollen sie jedoch denen der Art Cyanea solanacea ähnlich gesehen haben, die 48 bis 60 Millimeter lange, weiße bis lilafarbene Blüten besitzt. Die Früchte waren fleischige Beeren mit einem Durchmesser von etwa 16 Millimeter.

## Vorkommen
Cyanea quercifolia wuchs in Trocken- bis Halbtrockenwäldern in Höhenlagen von 900 bis 1200 Metern bei Ulupalakua auf der südwestlichen Seite das Haleakalā auf Maui.

## Aussterben
Cyanea quercifolia ist nur durch eine Sammlung von Wilhelm Hillebrand aus dem Jahre 1870 aus dem östliche Maui bekannt. In der Folgezeit wurde der einzig bekannte Fundort in Weideland umgewandelt und die endemische Vegetation durch Ziegen, Rinder, invasive Pflanzen und Brände zerstört.

## Taxonomie
Die Erstbeschreibung erfolgte 1888 als Varietät Cyanea solanacea var. quercifolia durch Wilhelm Hillebrand in Flora of the Hawaiian Islands, Seite 259. Franz Elfried Wimmer gab ihr 1943 unter dem Namen Cyanea quercifolia (Hillebr.) E.Wimm. in Adolf Englers Das Pflanzenreich, Band 4, Teil 176b, Seite 64 den Rang einer eigenen Art.